# Sigarenindustrie (Helmond)
In de Nederlandse stad Helmond heeft in de 19e eeuw een bescheiden sigarenindustrie bestaan. Helmond is op dit terrein echter ver achtergebleven bij met name Eindhoven en Valkenswaard.
Begin jaren 40 en 50 van de 19e eeuw bestonden er enkele fabriekjes van snuif, sigaren en tabak.  Omstreeks 1845 werd een tabakskerverij opgericht door Arnoldus Bots. In 1851 werd een tabaksfabriek opgericht door Antonie de Veth. In 1866 waren er drie bedrijfjes met in totaal 14 werklieden. In 1876 waren er zes bedrijfjes met in totaal 30 werklieden, waarmee de tabaksverwerkende industrie een bescheiden bedrijfstak was.
De belangrijkste sigarenproducent was dat van Henricus Hubertus van Will en Henricus Maas, dat in 1864 twintig knechts in dienst had. In 1872 begon Van Will een tabaksfabriekje in de Veestraat. In 1877 werkten er 13 werklieden. Na 1890 ging het bergafwaarts. In 1893 werkten er nog slechts vier mensen. Hierna ging het het bedrijfje, ook na de dood van de oprichter, nog enige jaren door met produceren om uiteindelijk te verdwijnen.